# Popieliszki
Popieliszki (biał. Папялішкі; ros. Попелишки) – wieś na Białorusi, w obwodzie witebskim, w rejonie brasławskim, w sielsowiecie Słobódka.

## Historia
W latach 1921–1939 wieś leżała w Polsce, w województwie nowogródzkim (od 1926 w województwie wileńskim), w powiecie brasławskim, w gminie Brasław.
Według Powszechnego Spisu Ludności z 1921 roku zamieszkiwało wieś 25 osób, wszystkie były wyznania rzymskokatolickiego i zadeklarowały białoruską przynależność narodową. Było tu 5 budynków mieszkalnych. W 1931 w 7 domach mieszkało 27 osób.
Miejscowość należała do parafii rzymskokatolickiej w Brasławiu. Podlegała pod Sąd Grodzki w Brasławiu i Okręgowy w Wilnie; właściwy urząd pocztowy mieścił się w Brasławiu.